# Léon Poirier
Pour les articles homonymes, voir Poirier (homonymie).
Léon Poirier, né Louis Marie Léon Alfred Poirier le 25 août 1884 à Paris (16e arrondissement) et mort le 27 juin 1968 à Urval (Dordogne). est un réalisateur français

## Biographie
Léon Poirier fait ses études secondaires à Sainte-Croix de Neuilly où il obtient son baccalauréat en 1901.
Neveu de Berthe Morisot, peintre impressionniste, il commence sa carrière dans le monde du théâtre comme secrétaire du théâtre du Gymnase grâce à son directeur, Alphonse Franck. Il devient veuf au bout de huit mois de mariage et se remarie en 1908 avec Jeanne. Il ouvre deux salles de théâtre Le Théâtre et La Comédie des Champs Élysées, où il présente la revue de Mistinguett En douce. 
À la suite d'un grave accident d'automobile, et de la faillite d'une de ses salles, Léon Gaumont le contacte pour réaliser un film en 1914. L'essai est concluant et il réalise alors cinq films. Au cours de la Première Guerre mondiale, malgré les séquelles de son accident qui l'exemptent d'obligations militaires, il s'engage dans les transports militaires et devient lieutenant à la fin de la guerre. Toute sa vie durant, il est animé d'un grand patriotisme français, ce qui transparaît dans certains de ses films. 
Après la guerre, en 1919, il est promu directeur artistique des productions Gaumont, succédant à Louis Feuillade. Parmi ses films à succès du début, Le Penseur, La Brière. Après avoir réalisé des films de fiction, il s'oriente vers le documentaire. Les terres lointaines d'Afrique ou d'Asie l'ont toujours fasciné. C'est grâce à La Croisière noire qu'il découvre l'Afrique en 1925 (film sorti en mars 1926) et qu'il connaît la gloire, alors qu'il traverse une crise conjugale. L'année 1930 voit pour lui l'arrivée du parlant, mais il faut attendre 1936 pour retrouver la faveur du public, tant en France qu'à l'étranger, avec son film L'Appel du silence sur la vie du Père de Foucauld ; ce film est considéré comme son chef-d'œuvre. Il réalise son dernier film en 1947 avec La Route inconnue (film sorti en 1949) qui le ramène sur les traces du Père de Foucauld. Il se retire ensuite à Urval, commune dont il fut le maire de 1959 à sa mort en 1968.
Il laisse une autobiographie intitulée À la recherche d'autre chose.

## Filmographie partielle

### Comme réalisateur
- 1913 : Cadette
- 1914 : Le Trèfle d'argent
- 1914 : Le Nid
- 1914 : Ces demoiselles Perrotin
- 1914 : L'amour passe
- 1919 : Âmes d'Orient
- 1920 : Narayana
- 1920 : Le Penseur
- 1921 : L'Ombre déchirée
- 1921 : Le Coffret de jade
- 1922 : Jocelyn
- 1923 : L'Affaire du courrier de Lyon
- 1923 : Geneviève
- 1925 : La Brière
- 1926 : La Croisière noire
- 1927 : Amours exotiques
- 1928 : Verdun, visions d'histoire
- 1930 : Caïn, aventures des mers exotiques, coréalisé avec Emil-Edwin Reinert
- 1933 : La Voie sans disque
- 1934 : La Croisière jaune, coréalisé par André Sauvage
- 1936 : L'Appel du silence
- 1937 : Sœurs d'armes
- 1940 : Brazza ou l'Épopée du Congo
- 1943 : Jeannou
- 1949 : La Route inconnue

### Comme scénariste
- 1910 : La Mariée du château maudit (ou La Fiancée du château maudit) d'Albert Capellani

### Comme superviseur technique
- 1932 : Amour... amour... de Robert Bibal

## Théâtre
Metteur en scène
- 1913 : Les Femmes savantes de Molière, mise en scène avec Henri Beaulieu, Comédie des Champs-Élysées, avril